# Ивановци (Чаглин)
Ивановци су насељено место у општини Чаглин, у Славонији, Пожешко-славонска жупанија, Република Хрватска.

## Географија
Ивановци су смештени на обронцима брда Диљ, јужно од железничке пруге Плетерница-Нашице. Налази се око 6 км југозападно од Чаглина , суседна села су Латиновац на северу и Дједина Ријека на југу.

## Историја
До нове територијалне организације место је припадало бившој великој општини Славонска Пожега.

## Становништво
Према попису становништва из 2001. године у насељу Ивановци живело је 18 становника који су живели у 5 породичних домаћинстава. Насеље је према попису становништва из 2011. године имало 20 становника.
| Националност       | 1991.       |
| Срби               | 29 (78,37%) |
| Хрвати             | 1 (2,70%)   |
| Југословени        | 5 (13,51%)  |
| остали и непознато | 2 (5,40%)   |
| Укупно             | 37          |

Кретање броја становника по пописима 1857—2001.
| година пописа  | 1857. | 1869. | 1880. | 1890. | 1900. | 1910. | 1921. | 1931. | 1948. | 1953. | 1961. | 1971. | 1981. | 1991. | 2001. | 2011. |
| бр. становника | 139   | 136   | 115   | 136   | 145   | 158   | 162   | 175   | 129   | 138   | 98    | 82    | 52    | 37    | 18    | 20    |

Напомена:Од 1910. до 1981. исказивано под именом Ивановци Пожешки.